# رامبل فيرس
رامبل فيرس (بالإنجليزية: Rumbleverse)‏ هي لعبة باتل رويال بيتم أب مجانية قادمة من تطوير شركة أيرن غالاكسي ونشر شركة إيبك غيمز. من المقرر أن تصدر على إيبك غيمز ستور، بلاي ستيشن 4، بلاي ستيشن 5، إكس بوكس ون وإكس بوكس سيريس إكس وسيريس إس.